# Vlag van Margraten

De vlag van Margraten
(1987-2012)

De vlag van Margraten is op 27 april 1987 door de gemeenteraad vastgesteld als de gemeentelijke vlag van de Limburgse gemeente Margraten. De beschrijving van de vlag luidt als volgt:
In de broeking zwart, in de vlucht geel, met over het geheel een getand Scandinavisch kruis, van het een in het ander, aan de broekzijde boven en onder vergezeld van een witte merlet.
De vlag is afgeleid van het gemeentewapen, waarbij de helft is overgenomen in de broeking. In de vlucht werden de kleuren gespiegeld en de merletten weggelaten.
Op 1 januari 2012 ging Margraten samen met Eijsden op in de nieuwe gemeente Eijsden-Margraten. De vlag kwam daardoor als gemeentevlag te vervallen. Elementen uit de vlag keerden terug in de vlag van Eijsden-Margraten.

## Verwante symbolen

Het wapen van Margraten
De vlag van Eijsden-Margraten

Ambt Montfort 
· Amby 
· Arcen en Velden 
· Baexem 
· Beegden 
· Belfeld 
· Bemelen 
· Berg en Terblijt 
· Bocholtz 
· Born 
· Broekhuizen 
· Cadier en Keer 
· Echt 
· Eijsden 
· Elsloo 
· Eygelshoven 
· Geleen 
· Grathem 
· Grubbenvorst 
· Haelen 
· Heel 
· Heel en Panheel 
· Heer 
· Helden 
· Herten
· Heythuysen 
· Hoensbroek 
· Horn 
· Horst 
· Hulsberg 
· Hunsel 
· Kessel 
· Klimmen 
· Limbricht 
· Linne 
· Maasbracht 
· Maasbree 
· Margraten 
· Meerlo-Wanssum 
· Meijel 
· Melick en Herkenbosch 
· Montfort 
· Munstergeleen 
· Neer 
· Nieuwenhagen 
· Nieuwstadt 
· Nuth 
· Ohé en Laak 
· Onderbanken 
· Ottersum 
· Posterholt 
· Roggel 
· Roggel en Neer 
· Schaesberg 
· Schinnen 
· Sevenum 
· Sint Odiliënberg 
· Sittard 
· Stevensweert 
· Stramproy 
· Susteren 
· Swalmen 
· Tegelen 
· Thorn 
· Ubach over Worms 
· Ulestraten 
· Urmond 
· Valkenburg-Houthem 
· Vlodrop 
· Wessem 
· Wittem